# Ото II фон Цутфен
Ото II фон Цутфен Богатия (на нидерландски: Otto II van Zutphen, de Rijke; на немски: Otto II von Zutphen, der Reiche, * ок. 1050, † 1113) е от 1063 до 1113 г. господар и по-късно граф на Цутфен и Твенте и фогт на Корвей.

## Произход и наследство
Той е вторият син на граф Готшалк фон Цутфен († 1063) и Аделхайд (1011 – 1051), дъщеря на граф Людолф Браувайлер.
След смъртта на баща по-големият му брат го наследява, Ото получава наследството на майка му. Той прави много дарения на църквите, което му донася допълнителното име Богатия.

## Фамилия
Първи брак: с жена с неизвестно име. Двамата имат дъщеря:
- Аделхайд, омъжена за Егберт фон Саарбрюкен

Втори брак: с Юдит фон Арнщайн († 1118), дъщеря на граф Лудвиг I фон Арнщайн († 1084). Те имат децата:
- Хайнрих I († 1122) граф на Цутфен, женен за Матилда фон Байхлинген, дъщеря на Куно фон Нортхайм, граф на Байхлинген, син на Ото Нортхаймски
- Руперт, женен за Ерментрудис
- Ермгард († 1138), графиня на Цутфен, омъжена (I) 1116 г. Герхард II фон Гелдерн († 1131), граф на Гелдерн и Васенберг; (II) Конрад II, граф на Люксембург († 1136)
- Дитрих († 1127), епископ на Мюнстер 1118 – 1127
- Гебхард I († пр. 1092), господар на Лон
- Юдит, омъжена за граф Херман I фон Равенсберг.